# Krusty Gets Busted
"Krusty Gets Busted" är avsnitt tolv från säsong ett av Simpsons och sändes på Fox i USA den 29 april 1990. Avsnittet skrevs av Jay Kogen och Wallace Wolodarsky samt regisserades av Brad Bird. I avsnittet rånar Krusty Kwik-E-Mart. Homer blir vittne och hjälper till så att han åker fast. Bart tror dock inte på att Krusty rånade butiken och övertygar Lisa att hjälpa honom att ta reda på om någon satte dit honom. Avsnittet är det första med Kelsey Grammer som Sideshow Bob. Grammer har medverkat flera gånger som gästskådespelare efter avsnittet. Avsnittet var det mest sedda på Fox under veckan som det sändes.

## Handling
Homer besöker Kwik-E-Mart på väg hem från jobbet, innan han ska hem för att kolla på ett bildspel från sina svägerskors resa till Mexiko. Under hans besök blir butiken rånad av Krusty. Homer får som vittne lämna en fantombild och utpekar Krusty som clownen som rånade butiken. Då Bart får reda på vad som hänt tror han inte på det, och blir förtvivlad då alla invånare i Springfield bränner upp sina Krusty-ägodelar, eftersom han rånade butiken. Krusty döms till fängelse och hans assistent Sideshow Bob blir programledare för Krustys egna barnprogram, "Sideshow Bob's Cavalcade of Whimsy". Bart gillar inte programmet men Lisa gör det. Sedan Bart, trots sin skepticism, övertygat Lisa om att Krusty är oskyldig, bestämmer de sig för att ta reda på sanningen.
Bart och Lisa besöker först butiken där rånet ägde rum. De inser där att det var konstigt att Krusty använde deras mikrovågsugn, eftersom han har en pacemaker, och att han läste en tidning eftersom han är analfabet. Detta får dem att förstå att Krusty inte begick brottet, och de besöker TV-studion för att prata med Sideshow Bob om han vet vilka fiender som Krusty skulle ha. Bob har dock inte tid att prata med dem, utan ger den biljetter till hans show. I programmet upptäcker han att Bart, som sitter i publiken, är ledsen och han tar upp honom på scenen så att han ska berätta varför. Han berättar för Bob varför han tror att Krusty inte är skyldig till rånet. Bob förklarar då varför Krusty läste tidningen och använde mikrovågsugnen, men efter att Bob börjat prata om sina stora skor kommer han på att rånaren också hade stora skor, och att Bob är den skyldige, och berättar det för TV-tittarna. Polisen ser det på direktsändningen och åker till TV-studion och arresterar Bob. Bob erkänner att det var han, då han var trött på att vara Krustys assistent. Polisen släpper Krusty och ber om ursäkt. Krusty tackar Bart och innan Bart lägger sig på kvällen är hans rum fyllt med Krusty-prylar igen efter att Marge brände upp dem förut.

## Produktion
Regissören Brad Bird ville inleda avsnittet med en bild på Krustys ansikte, Detta fick producenterna att komma på idén att alla tre akterna skulle börja med en bild på Krustys ansikte. De ändrade dock senare så att tredje akten inleddes med en bild av Sideshow Bob. Det är första avsnittet där Krusty har en större roll. Manuset skrevs av Jay Kogen och Wallace Wolodarsky. Den var från början 78 sidor långt, så många scener fick klippas bort. En av scenerna var då Patty & Selma visar bilder då de hjälpte till att ta in heroin till USA. Sideshow Bob fick också för första gången en större roll. Hans design ändrades lite inför avsnittet från tidigare. Manusförfattarna ville ha James Earl Jones som röstskådespelare åt Bob, men producenterna valde Kelsey Grammer istället. Kent Brockman och Scott Christian är andra återkommande rollfigurer i serien som medverkat första gången i avsnittet.

## Kulturella referenser
Scenen då Krusty hamnar bakom galler i början av akt två är det en referens till The Prisoner. Bakgrundsmusiken i scenen är baserad på Mission: Impossible.. I avsnittet sjunger Bob "Ev'ry Time We Say Goodbye" då han avslutar sin show. Då Sideshow Bob säger att han skulle gått fri om de inte var för ungarna, är det en referens till Scooby-Doo.

## Mottagande
Avsnittet hamnade på plats 13 över mest sedda program under veckan med en Nielsen rating på 16.4 och var det mest sedda programmet på Fox under veckan. Matt Groening har placerat avsnittet som det nionde bästa då han gillar TV-clowner. Warren Martyn och Adrian Wood har i boken I Can't Believe It's a Bigger and Better Updated Unofficial Simpsons Guide skrivit att avsnittet innehåller uppfinningen av Simpsons ärkefiende och den beskriver honom som en tidigare lugn men psykotisk engelsman i lockar. De har skrivit att avsnittet är lyckat, supersnabbt och superroligt. David B. Grelck på Wdbg productions har givit avsnittet betyget tre av fem. Colin Jacobson på DVD Movie Guide har skrivit att han hittat bra material i hela avsnittet och att det var ett av dem som fick tittarna att börja fastna för serien. Jacobson menar att det är svårt att hitta brister i "Krusty Gets Busted" och att efter detta avsnitt har alla avsnitt med Bob varit lyckade.